# FIVB World Tour 1995/96 der Männer
Die FIVB World Tour 1995/96 der Männer bestand aus siebzehn Veranstaltungen. Gastgeber der Beachvolleyball-Turnierserie waren Spanien 2×, die USA 2×, Frankreich 2×, Deutschland, Südkorea, Japan, Italien, Portugal, Belgien, Brasilien 2×, Indonesien, Puerto Rico und Südafrika. Tour Champions wurden wie zwei Jahre zuvor die Brasilianer Roberto Lopes  und Franco Neto.

## Turniere

### Marbella Open (14. bis 16. April 1995)
| Platz | Team                            |
| ----- | ------------------------------- |
| 1     | Roberto Lopes / Franco Neto     |
| 2     | Andrè Gomes / Alemão Loss       |
| 3     | Zé Marco de Melo / Emanuel Rego |
| 4     | Francisco Álvarez / Juan Rosell |
| 5     | Jörg Ahmann / Axel Hager        |
| 5     | Javier Bosma / Sixto Jiménez    |
| 7     | Julien Prosser / Lee Zahner     |
| 7     | Jan Kvalheim / Bjørn Maaseide   |

Die Brasilianer machten da weiter, wo sie in der Vorsaison aufgehört hatten. Die Podestplätze gingen an die gleichen Teams wie in Rio de Janeiro, allerdings in veränderter Reihenfolge. Gold sicherten sich Roberto Lopes / Franco Neto vor Andrè Gomes / Carloss Loss und Zé Marco de Melo / Emanuel Rego. Den geteilten fünften Rang belegten Ahmann / Hager.

### Clearwater Open (5. bis 7. Mai 1995)
| Platz | Team                            |
| ----- | ------------------------------- |
| 1     | Roberto Lopes / Franco Neto     |
| 2     | Zé Marco de Melo / Emanuel Rego |
| 3     | Bruk Vandeweghe / Jeff Williams |
| 4     | Andrè Gomes / Alemão Loss       |
| 5     | Miguel Prieto / José Yuste      |
| 5     | Carl Henkel / Sinjin Smith      |
| 7     | Martín Conde / Eduardo Martínez |
| 7     | John Child / Mark Heese         |

Zum zweiten Mal standen Roberto und Franco auf der obersten Stufe des Podests. Endspielgegner waren diesmal Zé Marco und Emanuel. Bronze ging an die Gastgebernation durch Vandeweghe / Williams. Für Ahmann / Hager blieb nur der geteilte neunte Platz.

### Marseille Open (22. bis 25. Juni 1995)
| Platz | Team                                |
| ----- | ----------------------------------- |
| 1     | Zé Marco de Melo / Emanuel Rego     |
| 2     | Jan Kvalheim / Bjørn Maaseide       |
| 3     | Andrè Gomes / Alemão Loss           |
| 4     | Paulão Moreira / Paulo Emilio Silva |
| 5     | Roberto Lopes / Franco Neto         |
| 5     | Carl Henkel / Sinjin Smith          |
| 7     | John Child / Mark Heese             |
| 7     | Marek Pakosta / Michal Palinek      |

In Frankreich siegten Zé Marco und Emanuel zum ersten Mal auf der Tour. Zum ersten Mal in der Saison standen Kvalheim / Maaseide auf dem Treppchen. Silber war der Lohn. Dritte wurden Gomes / Loss. Für die zweimaligen Gewinner blieb nur der fünfte Rang. Ahmann / Hager beendeten das Turnier auf dem geteilten dreizehnten Platz

### Berlin Open (30. Juni bis 2. Juli 1995)
| Platz | Team                                      |
| ----- | ----------------------------------------- |
| 1     | Jan Kvalheim / Bjørn Maaseide             |
| 2     | Roberto Lopes / Franco Neto               |
| 3     | Zé Marco de Melo / Emanuel Rego           |
| 4     | Carlos Briceno / Jeff Williams            |
| 5     | Martín Conde / Eduardo Martínez           |
| 5     | Jörg Ahmann / Axel Hager                  |
| 7     | Jean-Philippe Jodard / Christian Penigaud |
| 7     | Roger Clark / Bruk Vandeweghe             |

Die norwegischen Toursieger der Vorsaison erkämpften zum ersten Mal in dieser Spielzeit Gold. Silber ging in der deutschen Hauptstadt an die zweimaligen Gewinner der Beachserie. Für Zé Marco und Emanuel reichte es zu Bronze. Ahmann / Hager wurden gemeinsam mit Conde / Martinez Fünfte.

### Hermosa Beach Open (14. bis 16. Juli 1995)
| Platz | Team                                      |
| ----- | ----------------------------------------- |
| 1     | Michael Dodd / Mike Whitmarsh *           |
| 2     | Scott Friederichsen / Eric Wurts *        |
| 3     | Zé Marco de Melo / Emanuel Rego           |
| 4     | Jean-Philippe Jodard / Christian Penigaud |
| 5     | Roberto Lopes / Franco Neto               |
| 5     | Carl Henkel / Sinjin Smith                |
| 7     | Jan Kvalheim / Bjørn Maaseide             |
| 7     | Jim Nichols / Michael Schlegel            |

Das zweite Event in den Staaten sah zwei US-amerikanische Duos im Endspiel. Dabei setzten sich Dodd / Whitmarsch gegen Friederichsen / Wurtz durch. Wie in Deutschland belegten Zé Marco / Emanuel den dritten Platz. Ahmann / Hager wurden gemeinsam mit sieben anderen Paaren nur Siebzehnte.
- Wegen der Einnahme verbotener Substanzen von Whitmarsh und Friederichsen wurden die beiden mit einer dreimonatigen Sperre belegt (die später zurückgenommen wurde), die Resultate der beiden ersten Paare annulliert, die Punkte für das Olympiaranking gestrichen und die erhaltenen Preisgelder zurückgefordert. Die Bestrafung wurde als sehr hart angesehen. Das eingenommene Pseudoephedrin ist nach den Richtlinien von USA Volleyball eine verbotene Substanz der Klasse B und führt im Regelfall zu einer Beratungspflicht des beteiligten Spielers. Friederichsen hat zudem betont, dass das verbotene Präparat nicht unter den Inhaltsstoffen auf der Flasche des Nahrungsergänzungsmittels, das sie eingenommen hatten, aufgeführt war. Es wurde außerdem vermutet, dass es nicht in erster Linie um das Dopingvergehen ging, sondern um den Machtkampf zwischen der FIVB und der AVP um die Vorherrschaft im Beachvolleyball, insbesondere im Hinblick auf die Olympischen Spiele in Atlanta, bei denen zum ersten Mal die Sportart im Sand zum Programm gehörte.[7][8]

Interessant in diesem Zusammenhang ist noch, dass die Platzierungen der vier Beteiligten in den Spielerdateien der FIVB nicht aufgeführt sind. Allerdings wurden auch nicht die in ähnlichen Fällen vorgenommenen Höherstufungen der nachrangigen Duos realisiert. Das heißt im konkreten Fall, dass Zé Marco / Emanuel weiter als Dritte und Jodard / Penigaud weiter als Vierte geführt werden.

### Pusan Open (22. bis 26. Juli 1995)
| Platz | Team                              |
| ----- | --------------------------------- |
| 1     | Roberto Lopes / Franco Neto       |
| 2     | Pará Ferreira / Guilherme Marques |
| 3     | Jan Kvalheim / Bjørn Maaseide     |
| 4     | Carl Henkel / Sinjin Smith        |
| 5     | Andrè Gomes / Alemão Loss         |
| 5     | Jörg Ahmann / Axel Hager          |
| 7     | Francisco Álvarez / Juan Rosell   |
| 7     | Javier Bosma / Sixto Jiménez      |

Brasilien gegen Brasilien lautete das Finale in Korea. Roberto und Franco sicherten sich ihren dritten Saisonsieg, Pará und Guilherme blieb Silber. Bronze erkämpften die Norweger. Die Deutschen belegten mal wieder den geteilten fünften Rang.

### Enoshima Open (29. bis 31. Juli 1995)
| Platz | Team                                      |
| ----- | ----------------------------------------- |
| 1     | Roberto Lopes / Franco Neto               |
| 2     | Carl Henkel / Sinjin Smith                |
| 3     | Jan Kvalheim / Bjørn Maaseide             |
| 4     | Jean-Philippe Jodard / Christian Penigaud |
| 5     | Julien Prosser / Lee Zahner               |
| 5     | John Child / Mark Heese                   |
| 7     | Martín Conde / Eduardo Martínez           |
| 7     | Andrè Gomes / Alemão Loss                 |

Nach dem dritten folgt sogleich der vierte Streich. Nach diesem Motto handelten Lopes und Neto, als sie auch das Turnier in Japan auf der obersten Stufe des Stockerls beendeten. Henkel / Smith und Kvalheim / Bjørn Maaseide vervollständigten das Podium. Ahmann / Hager wurden Dreizehnte.

### Lignano Open (4. bis 6. August 1995)
| Platz | Team                                |
| ----- | ----------------------------------- |
| 1     | Paulão Moreira / Paulo Emilio Silva |
| 2     | Martín Conde / Eduardo Martínez     |
| 3     | Roberto Lopes / Franco Neto         |
| 4     | Jan Kvalheim / Bjørn Maaseide       |
| 5     | Zé Marco de Melo / Emanuel Rego     |
| 5     | Carl Henkel / Sinjin Smith          |
| 7     | John Child / Mark Heese             |
| 7     | Carlos Briceno / Jeff Williams      |

In Italien standen Paulão und Paulo Emilio zum ersten Mal in dieser Spielzeit auf dem Podest und das gleich auf der obersten Stufe. Zum ersten Mal in ihrer Karriere standen Martín Conde und Eduardo Martínez in einem Endspiel der Weltserie. Im Spiel um den dritten Platz zwischen den beiden letzten Toursiegern zogen diesmal die Norweger gegenüber den Brasilianern den Kürzeren. Ahmann / Hager wurden Neunte.

### Espinho Open (11. bis 13. August 1995)
| Platz | Team                                |
| ----- | ----------------------------------- |
| 1     | Roberto Lopes / Franco Neto         |
| 2     | Zé Marco de Melo / Emanuel Rego     |
| 3     | Javier Bosma / Sixto Jiménez        |
| 4     | Paulão Moreira / Paulo Emilio Silva |
| 5     | Martín Conde / Eduardo Martínez     |
| 5     | Jan Kvalheim / Bjørn Maaseide       |
| 7     | Francisco Álvarez / Juan Rosell     |
| 7     | Tom Englén / Fredrik Peterson       |

Nach der neunten Veranstaltung hatten Roberto Lopes und Franco Neto durch ihren fünften Sieg schon mehr als die Hälfte der Events gewonnen. Hinter sich ließen sie ihre Landsleute Zé Marco und Emanuel sowie die Spanier Bosma / Jiménez. Die beiden deutschen teilnehmenden Teams Jörg Ahmann / Axel Hager und Andreas Scheuerpflug / Burkhard Sude teilten sich mit sechs anderen Duos den fünfundzwanzigsten Rang.

### Ostende Open (17. bis 19. August 1995)
| Platz | Team                              |
| ----- | --------------------------------- |
| 1     | Zé Marco de Melo / Emanuel Rego   |
| 2     | Pará Ferreira / Guilherme Marques |
| 3     | John Child / Mark Heese           |
| 4     | Jan Kvalheim / Bjørn Maaseide     |
| 5     | Martín Conde / Eduardo Martínez   |
| 5     | Roberto Lopes / Franco Neto       |
| 7     | Wilfredo Garcia / Gonzalo Torres  |
| 7     | Jörg Ahmann / Axel Hager          |

Zum zweiten Mal gab es Gold für Zé Marco und Emanuel und zum zweiten Mal standen Pará und Guilherme gemeinsam in einem Finale der Tour. Dahinter platzierten sich Child und Heese. Auf dem geteilten siebten Rang folgten Ahmann / Hager.

### La Baule Open (24. bis 26. August 1995)
| Platz | Team                                |
| ----- | ----------------------------------- |
| 1     | Roberto Lopes / Franco Neto         |
| 2     | Zé Marco de Melo / Emanuel Rego     |
| 3     | John Child / Mark Heese             |
| 4     | Carl Henkel / Sinjin Smith          |
| 5     | Martín Conde / Eduardo Martínez     |
| 5     | Miguel Prieto / José Yuste          |
| 7     | Paulão Moreira / Paulo Emilio Silva |
| 7     | Carlos Briceno / Jeff Williams      |

Beim zweiten französischen Event der Saison waren mal wieder die Seriensieger Roberto und Franco dran mit dem Gewinnen. Ihre Endspielgegner hießen Zé Marco und Emanuel. Zum zweiten Mal in Serie standen Child und Heese auf dem Bronzeplatz. Ahmann / Hager wurden Dreizehnte.

### Teneriffa Open (31. August bis 3. September 1995)
| Platz | Team                                      |
| ----- | ----------------------------------------- |
| 1     | Zé Marco de Melo / Emanuel Rego           |
| 2     | Javier Bosma / Sixto Jiménez              |
| 3     | Roberto Lopes / Franco Neto               |
| 4     | Martín Conde / Eduardo Martínez           |
| 5     | Francisco Álvarez / Juan Rosell           |
| 5     | Jörg Ahmann / Axel Hager                  |
| 7     | Jean-Philippe Jodard / Christian Penigaud |
| 7     | Andrea Ghiurghi / Nicola Grigolo          |

Im Finale besiegten Zé Marco / Emanuel die Spanier Bosma / Jiménez. Dahinter reihten sich Roberto / Franco auf dem dritten, Conde / Martinez auf dem vierten sowie Álvarez / Rosell und Ahmann / Hager auf dem geteilten fünften Platz ein.

### Fortaleza Open (15. bis 17. September 1995)
| Platz | Team                              |
| ----- | --------------------------------- |
| 1     | Roberto Lopes / Franco Neto       |
| 2     | Francisco Álvarez / Juan Rosell   |
| 3     | Pará Ferreira / Guilherme Marques |
| 4     | Zé Marco de Melo / Emanuel Rego   |
| 5     | Duda Macedo / Fred Souza          |
| 5     | John Child / Mark Heese           |
| 7     | Javier Bosma / Sixto Jiménez      |
| 7     | Carlos Briceno / Jeff Williams    |

In ihrem Heimatland gelang Roberto Lopes und Franco Neto der siebte Erfolg. Auf den zweiten Rang schafften es diesmal die Kubaner, gefolgt von Pará und Guilherme. Ahmann / Hager wurden nur Siebzehnte.

### Bali Open (22. bis 24. September 1995)
| Platz | Team                             |
| ----- | -------------------------------- |
| 1     | Zé Marco de Melo / Emanuel Rego  |
| 2     | Roberto Lopes / Franco Neto      |
| 3     | Adam Johnson / Kent Steffes      |
| 4     | Carl Henkel / Sinjin Smith       |
| 5     | Andrea Ghiurghi / Nicola Grigolo |
| 5     | Carlos Briceno / Jeff Williams   |
| 7     | John Child / Mark Heese          |
| 7     | Javier Bosma / Sixto Jiménez     |

Seit Espinho wechselten sich immer Roberto / Franco mit Zé Marco / Emanuel auf der obersten Podeststufe ab und so waren diesmal wieder Letztere an der Reihe. Erstere konnten sich immerhin noch mit Silber belohnen, Bronze ging an Adam Johnson und Kent Steffes. Die beiden erhielten zum ersten Mal seit ihrem Sieg im Februar 1993 wieder eine Medaille. Ahmann / Hager beendeten das Turnier knapp hinter den Topp Acht.

### Carolina Beach Open (10. bis 12. November 1995)
| Platz | Team                             |
| ----- | -------------------------------- |
| 1     | Francisco Álvarez / Juan Rosell  |
| 2     | Eric Fonoimoana / Mike Whitmarsh |
| 3     | Carl Henkel / Sinjin Smith       |
| 4     | João Brenha / Miguel Maia        |
| 5     | Martín Conde / Eduardo Martínez  |
| 5     | John Child / Mark Heese          |
| 7     | Andrè Gomes / Alemão Loss        |
| 7     | Roberto Lopes / Franco Neto      |

In Puerto Rico siegten zum ersten Mal in ihrer Karriere die Kubaner Francisco Álvarez und Juan Rosell. Bei ihrem ersten Auftritt in der FIVB-Tour erreichten Eric Fonoimoana und Mike Whitmarsh gleich das Finale. Dritte wurden ihre Landsleute Henkel / Smith. Zum ersten Mal im Halbfinale standen die Portugiesen Brenha / Maia. Ahmann / Hager belegten den geteilten siebzehnten Platz.

### Kapstadt Open (21. bis 23. Dezember 1995)
| Platz | Team                                |
| ----- | ----------------------------------- |
| 1     | Zé Marco de Melo / Emanuel Rego     |
| 2     | Martín Conde / Eduardo Martínez     |
| 3     | John Child / Mark Heese             |
| 4     | Paulão Moreira / Paulo Emilio Silva |
| 5     | Andrea Ghiurghi / Nicola Grigolo    |
| 5     | Javier Bosma / Sixto Jiménez        |
| 7     | Jörg Ahmann / Axel Hager            |
| 7     | Tom Englén / Fredrik Peterson       |

Von den acht besten Teams vom Carolina Beach. schafften es nur die zwei Fünften aufs Tableau beim letzten Wettbewerb des Jahres und beim vorletzten der Saison und das gleich aufs Stockerl. Conde / Martinez gewannen zum zweiten Mal Silber, während Child / Heese ihre dritte Bronzemedaille erkämpften. Die Sieger hießen jedoch bereits zum fünften Mal Zé Marco und Emanuel, während Ahmann / Hager sich als Siebte auch zu den Topp Acht zählen durften.

### Rio de Janeiro Open (8. bis 11. Februar 1996)
| Platz | Team                                      |
| ----- | ----------------------------------------- |
| 1     | Roberto Lopes / Franco Neto               |
| 2     | Zé Marco de Melo / Emanuel Rego           |
| 3     | John Child / Mark Heese                   |
| 4     | Jan Kvalheim / Bjørn Maaseide             |
| 5     | Andrè Gomes / Alemão Loss                 |
| 5     | Francisco Álvarez / Juan Rosell           |
| 7     | Julien Prosser / Lee Zahner               |
| 7     | Jean-Philippe Jodard / Christian Penigaud |

Wie auch schon in den vergangenen Spielzeiten, fand der letzte Wettbewerb im neuen Jahr in der zweitgrößten Stadt Brasiliens statt. Die Toursieger krönten ihre hervorragende Bilanz mit dem achten Titel, während das zweitbeste Team auch in Rio den zweiten Platz belegte. Die Kanadier Child / Heese bestätigten ihre gute Gesamtleistung mit der vierten Bronzemedaille, während Jan Kvalheim / Bjørn Maaseide ein weiteres Mal in die Vorschlussrunde einzogen. Für das einzige deutsche Beachpaar, das regelmäßig im Hauptfeld der Beachserie stand, endete eine Saison mit Höhen und Tiefen auf dem geteilten siebzehnten Platz.

## Auszeichnungen
| FIVB Tour Champion | Roberto Lopes / Franco Neto |